# Mairie-lavoir

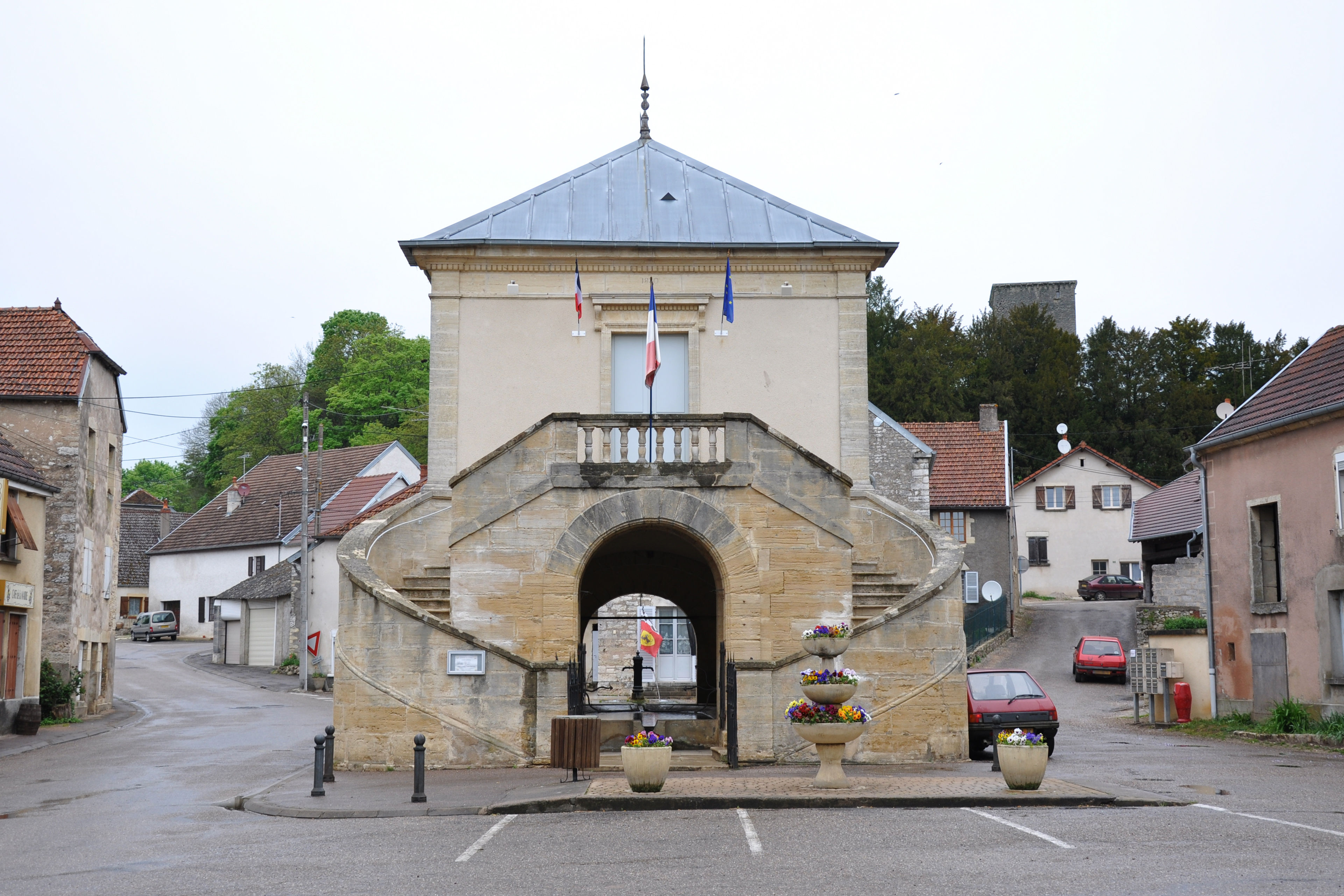
La mairie-lavoir de Beaujeu, dans la Haute-Saône, construite en 1830.

Une mairie-lavoir est un bâtiment ayant les fonctions d'une mairie et celles d'un lavoir.

## Description
Les mairies-lavoirs sont des édifices que l'on trouve essentiellement en France, principalement dans l'est du pays (Bourgogne, Franche-Comté). Nés des idées hygiénistes, ils sont construits à partir du début du XIXe siècle, soit en ajoutant une salle à un lavoir existant, soit en édifiant les deux en même temps.

## Exemples de mairies-lavoirs

### Monuments historiques
- Doubs :
  - Mairie-lavoir de Gennes, Gennes, inscrite au titre des monuments historiques (façades et toitures) par arrêté du 29 octobre 1975[1]
  - Mairie-lavoir de Marchaux, Marchaux, inscrite au titre des monuments historiques (façade, toitures, fontaine et sols) par arrêté du 31 juillet 1990[2]
- Haute-Saône :
  - Mairie-lavoir de Belmont, Belmont, inscrite au titre des monuments historiques (en totalité, fontaine et abreuvoirs inclus) par arrêté du 2 novembre 2005[3]
  - Mairie-lavoir de Beaujeu, Beaujeu-Saint-Vallier-Pierrejux-et-Quitteur, inscrite au titre des monuments historiques (façades, toitures, lavoir) par arrêté du 8 juin 1979[4]
  - Mairie-lavoir de Bouligney, Bouligney, inscrite au titre des monuments historiques(mairie lavoir et fontaine) par arrêté du 9 décembre 1996[5]
  - Mairie-lavoir de Bucey-lès-Gy, Bucey-lès-Gy, inscrite au titre des monuments historiques par arrêté du 29 octobre 1975[6]
  - Mairie-lavoir de Cromary, Cromary, inscrite au titre des monuments historiques en 2015[7]
  - Mairie-lavoir de Mailleroncourt-Saint-Pancras, Mailleroncourt-Saint-Pancras, inscrite au titre des monuments historiques en totalité, avec sa rampe d'accès et le bain des chevaux, par arrêté du 2 janvier 1986[8]
- Meuse :
  - Mairie-lavoir de Mont-devant-Sassey, Mont-devant-Sassey, inscrite au titre des monuments historiques par arrêté du 11 juin 1998[9]
- Yonne :
  - Mairie-lavoir d'Arthonnay et son éolienne, Arthonnay, inscrite au titre des monuments historiques par arrêté du 5 mars 2003[10]

### Non protégées
- Doubs :
  - Mairie-lavoir de Châtillon-Guyotte
  - Mairie-lavoir de Cussey-sur-l'Ognon
  - Mairie-lavoir de La Vèze
  - Mairie-lavoir de Mérey-Vieilley
  - Mairie-lavoir de Liesle
  - Mairie-lavoir de Nods
  - Mairie-lavoir de Rignosot
  - Mairie-lavoir de Trouvans
- Côte-d'Or :
  - Mairie-lavoir de Beaulieu
  - Mairie-lavoir de Reulle-Vergy
- Haute-Saône :
  - Mairie-lavoir de Dampierre-sur-Salon
  - Mairie-lavoir de Gézier-et-Fontenelay
  - Mairie-lavoir de Montarlot-lès-Rioz
  - Mairie-lavoir de Vantoux-et-Longevelle
- Haute-Marne :
  - Mairie-lavoir de Perrusse
- Meurthe-et-Moselle :
  - Mairie-lavoir de Fresnois-la-Montagne
- Meuse[11] : 
  - Mairie-école-lavoir de Neuville-lès-Vaucouleurs
  - Mairie-lavoir de Reffroy
  - Mairie-lavoir de Luzy-Saint-Martin
  - Mairie-lavoir de Lissey
- Vosges :
  - Mairie-lavoir de La Neuveville-sous-Montfort
  - Mairie-lavoir de La Vacheresse-et-la-Rouillie
  - Mairie-lavoir-école de Belmont-lès-Darney
- Yonne :
  - Mairie-lavoir de Civry-sur-Serein (Massangis)
  - Mairie-lavoir de Vassy-sous-Pisy